# Adimari (cognome)
Adimari è un cognome di lingua italiana.

## Varianti
Ademi, Aimar, Aimaretti, Altimari, Altomare, Altomari, Amar, Amara, Amari, Amaro, Ameri, Amerio, D'Ademo, D'Ameri, D'Amerini, D'Amerio, Damerini, De Mari, Emo, Imarisio, Maracco, Maratta, Maratti, Maraza, Marazio, Marazza, Marazzani, Marazzi, Marazzina, Marazzini, Marazzo, Marelli, Mari, Maris.

## Origine e diffusione
Cognome tipicamente settentrionale, è presente prevalentemente in Toscana.
Potrebbe derivare dal prenome Adimaro. Il cognome Maris è diffuso anche nei Paesi Bassi e in altre zone d'Europa.
La variante Maracco è meridionale; Marelli è settentrionale; Maratta e Marazzi sono liguri e piemontesi; Aimar è piemontese e valdostano; Ameri è ligure; Altomare è emiliano e barese; Ademi e D'Ademo sono rari.

## Persone
- Boccaccio Adimari – guelfo fiorentino
- Lodovico Adimari – poeta italiano
- Raffaele Adimari – storico e scrittore italiano